# Ernst Cohn (Jurist)
Ernst Cohn (geboren 1. August 1902 in Münster; gestorben 1. April 1979 in Burlingame) war ein deutscher Jurist.

## Leben
Cohn war der Sohn des Rechtsanwalts und Notars Dr. Julius Cohn (1886–1949) und seiner Frau Bertha, geb. Hirschland. Julius Cohn war lange Jahre Vorsitzender der jüdischen Gemeinde in Münster. Die Familie wohnte in einem Haus in der Urbanstraße 7 in Bahnhofsnähe. Von 1911 bis 1920 besuchte Ernst Cohn das Städtische Gymnasium (heute Ratsgymnasium) und das Realgymnasium in Münster. Anschließend studierte er Rechtswissenschaften in Freiburg, Münster, Frankfurt am Main und in Köln. 1925 wurde er in Münster promoviert und 1927 als Rechtsanwalt zugelassen. Er arbeitete in der Kanzlei seines Vaters mit.
Durch das „Gesetz über die Zulassung zur Rechtsanwaltschaft“ wurde jüdischen Rechtsanwälten, wie Ernst Cohn und seinem Vater, ab dem 5. Mai 1933 Vertretungsverbot erteilt. Anfang April brachen NSDAP-Angehörige in jüdische Wohnungen ein, wohl auch in das Haus der Cohns, denn sie erpressten 40.000 Reichsmark von Julius Cohn im Austausch für seinen Reisepass. Familie Cohn emigrierte daraufhin am 22. Juli 1933 unter Zurücklassung eines Großteils des Besitzes nach Paris, wo Ernst Cohns Onkel mütterlicherseits, Dr. Karl Hirschland, ein Rechtsanwaltsbüro betrieb. Gegen die Cohns war Anklage wegen Devisenvergehen erhoben worden und ihnen wurde die Reichsfluchtsteuer auferlegt. Im September 1934 wurde ein Teil des Hausrates der Familie Cohn versteigert. Der Familienbesitz war schon im November 1933 vom Finanzamt beschlagnahmt worden. 1937 wurde auch das Haus der Cohns verkauft. Ab 1936 wurden Ernst Cohn und seine Eltern steckbrieflich gesucht. Ende Juli 1936 emigrierte die Familie Cohn in die USA. 1937 wurde Ernst Cohn der Doktortitel aberkannt.
In den USA lebten die Cohns in San Francisco und nahmen den Nachnamen „Hill“ an. Ernst Cohn – jetzt Ernest Hill – arbeitete als Bücherrevisor und 1953 als „Attorney of Law“, 1941 heiratete er Norma Letroadec (* 1908), eine freischaffende Musiklehrerin aus Burlingame, San Mateo in Kalifornien.